# Пажень
Пажень (пол. Parzeń) — село в Польщі, у гміні Брудзень-Дужий Плоцького повіту Мазовецького воєводства.
Населення — 386 осіб (2011).
У 1975-1998 роках село належало до Плоцького воєводства.

## Демографія
Демографічна структура станом на 31 березня 2011 року:
|          | Загалом | Допрацездатний вік | Працездатний вік | Постпрацездатний вік |
| -------- | ------- | ------------------ | ---------------- | -------------------- |
| Чоловіки | 193     | 48                 | 126              | 19                   |
| Жінки    | 193     | 39                 | 119              | 35                   |
| Разом    | 386     | 87                 | 245              | 54                   |